# Giovanni Soglian
Giovanni Soglian (Cittavecchia di Lesina, 3 marzo 1901 – Spalato, 23 settembre 1943) è stato un linguista italiano.

## Biografia
Dopo aver frequentato il Ginnasio Liceo di Zara, nel 1925 si laureò in lettere all'Università di Bologna con una tesi sull'antico idioma neolatino dalmatico e sul suo influsso nella parlata slava della sua isola, lavoro che l'Ateneo bolognese ritenne meritevole di pubblicazione ("Elementi neolatini nelle parlate slave delle Isole Curzolane in Dalmazia", tesi di laurea del 22 dicembre 1926).
Redattore capo per diversi anni del giornale S. Marco di Zara, nel 1934 vinse il posto di lettore di italiano all'Università di Varsavia. Diresse quindi fino al 1937 l'istituto di cultura italiana a Sofia, fondato nel 1935 e inaugurato nel febbraio 1936. Nel 1939 venne nominato preside del Liceo Classico di Bressanone e nel 1941 Provveditore agli Studi in Dalmazia con sede a Spalato. Pur non essendone in alcun modo responsabile, sotto la sua giurisdizione furono denunciati i professori che parlavano il croato nelle scuole della provincia (uno di loro, il lesignano Ćiro Gamulin, morì di percosse in carcere).
Altamente stimato come educatore e universalmente amato per la sua rettitudine e il suo senso della giustizia, Giovanni Soglian aveva rifiutato di allontanarsi da Spalato o anche di nascondersi, quando gli erano state comunicate da amici fidati le intenzioni dei partigiani slavi. Ho la coscienza tranquilla, aveva detto, perché ho fatto sempre il mio dovere. Ed aveva aggiunto: Se fossero giusti dovrebbero riconoscere che ho salvato almeno trecento croati. Se sono ingiusti mi affido nelle mani di Dio.
Venne fucilato il 23 settembre 1943  dai partigiani slavi insieme a molti altri suoi connazionali ritenuti organici al regime fascista.
Il 30 agosto 1943, poco prima di essere incarcerato e fucilato, così scriveva a Roma, chiedendo disposizioni per salvare dall'imminente pericolo gli insegnanti italiani della provincia:

Sono a lui titolate una scuola primaria nel quartiere Olgiata di Roma e una scuola dell'infanzia nel quartiere Borsano di Busto Arsizio.

Dopo anni di oblio, è stato commemorato a Spalato nel 2001, in occasione del centenario della nascita.

## Opere
- 1937 – Il dalmatico a Cittavecchia di Lesina e sulle isole adiacenti. Contributo agli studi sulla diffusione e la conservazione dell'antico idioma neolatino e dei suoi relitti nella parlata slava odierna. Storia, documenti, lessico - Zara (Tip. Spiridione Artale).